# Thelypteris lunaniana
Thelypteris lunaniana là một loài thực vật có mạch trong họ Thelypteridaceae. Loài này được (Heward) Proctor miêu tả khoa học đầu tiên năm 1968.